# Alafia schumannii
Alafia schumannii är en oleanderväxtart som beskrevs av Otto Stapf. Alafia schumannii ingår i släktet Alafia och familjen oleanderväxter. Inga underarter finns listade i Catalogue of Life.